# جوآن (دوره)
جوآن (به ژاپنی: 承安 Jōan) نام یک عصر تاریخی ژاپنی (نِنگُو) بود. این عصر بعد از دوره کائو و قبل از آنگن قرار داشت و از آوریل ۱۱۷۱ تا ژوئیه ۱۱۷۵ میلادی به طول انجامید. در طی این عصر امپراتور تاکاکورا، امپراتور ژاپن بود.